# Wallfahrtsbasilika Unsere Liebe Frau Mittlerin aller Gnaden

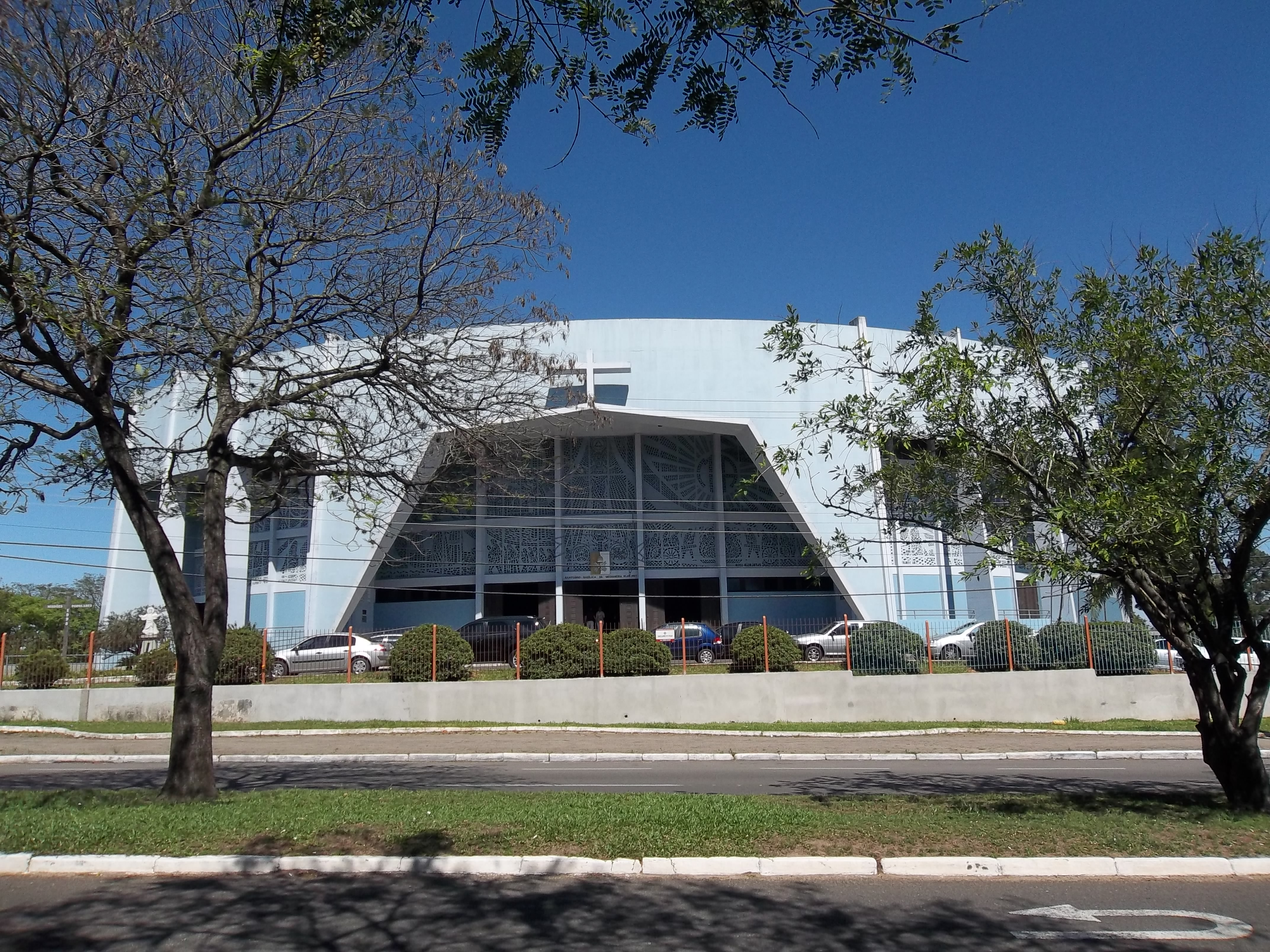
Wallfahrtsbasilika Unserer Lieben Frau Medianeira aller Gnaden

Die Wallfahrtsbasilika Unsere Liebe Frau Mittlerin aller Gnaden (portugiesisch Santuário Basílica Nossa Senhora Medianeira de Todas as Graças) ist eine römisch-katholische Kirche in Santa Maria im südbrasilianischen Bundesstaat Rio Grande do Sul. Das Marienheiligtum des Erzbistums Santa Maria trägt den Titel einer Basilica minor. Es wurde im 20. Jahrhundert im Stil der Moderne errichtet und ist die einzige Basilika, die der Maria, Mittlerin der Gnaden gewidmet ist.

## Geschichte
Die Verehrung der Muttergottes, Mittlerin der Gnaden begann 1928 mit der Ankunft des Jesuitenbruders Inécio Rafael Valle. Der fromme Marienverehrer war als Kind nach Fürsprache bei der Jungfrau Maria geheilt worden. Er schickte aus Belgien, wo Kardinal Désiré-Joseph Mercier bereits mit der Verehrung der Muttergottes, Mittlerin der Gnaden begonnen hatte, zwei Drucke mit dem Bild der Medianeira und bat die Franziskanerschwester Angelita Stefani, das Bild zu malen. Die offizielle Hymne wurde von Francisco de Aquino Correia, Erzbischof von Cuiabé, und Pater Jorge Zanchi geschaffen. Im Mai 1930 fand das erste Fest der Medianeira statt. Dann organisierte und führte eine Gruppe von 23 Frauen die erste Wallfahrt durch und bat um den Schutz der Medianeira, damit in der Stadt keine Schüsse des Aufstands unter Getúlio Vargas fielen. An einer Bistumswallfahrt nahmen in diesem Jahr rund 1000 Pilger teil.

## Bau der Wallfahrtskirche
Fünf Jahre später, 1935, begannen die Bauarbeiten der Wallfahrtskirche mit der Grundsteinlegung durch Bischof Antônio Reis. 1942 weihten die Bischöfe von Rio Grande do Sul den Staat der Muttergottes Medianeira und erklärten sie zur Hauptpatronin des Staates. 1943 fand auf Initiative von Reis die erste Staatswallfahrt statt. Aufgrund einiger Schwierigkeiten verzögerten sich die Bauarbeite. 1969 organisierte Luís Victor Sartori die Kommission für den Bau der Wallfahrtskirche und des Altardenkmals. 1974 trat der Diözesanbischof Ivo Lorscheiter sein Amt an, der zusammen mit der Zentralkommission die Fertigstellung des Heiligtums leitete. 1975 wurde anlässlich der 32. Wallfahrt der Altar geweiht. Anwesend waren Albino Luciani, Kardinalpatriarch von Venedig – der 1978 zum Papst Johannes Paul I. gewählt wurde –, Bischof Antônio Zattera, Bischof von Pelotas, Bischof Aloísio Lorscheider, damals Erzbischof von Fortaleza. Am 15. August 1985, zum 75. Jahrestag der Gründung des Erzbistums Santa Maria und des 50. Jahrestag der Grundsteinlegung wurde die Kirche vom Apostolischen Nuntius von Brasilien, Carlo Furno, in Anwesenheit vieler Bischöfe geweiht. 1987 verlieh Papst Johannes Paul II. der Kirche den Rang einer Basilica minor.

## Architektur
Die Basilika ist namengebend für den Ortsteil und Endpunkt der Medianeira-Wallfahrt. Den Grundriss der Kirche bildet das Viertel eines Kreissektors mit der erhöhten Apsis im südöstlichen Zentrum, die Sitzplätze sind kreisförmig auf den Altar ausgerichtet. Die Umfangsseite des Sektors ist mit einem Band von Buntglasfenstern ausgestattet.